# Cessna 400 Corvalis TT
Cessna 400 Corvalis TT ("Corvallis" - kraj v Oregonu, "TT" - Twin Turbo) je enomotorno propelersko športno letalo, ki ga proizvaja ameriška Cessna. Cessno 400 je sprva proizvajalo podjetje Columbia Aircraft kot Columbia 400, kasneje je Cessna prevzelo to podjetje. Od leta 2013 naprej so letalo proizvajali kot Cessna TTx Model T240. Cessna 400 je razvita iz Columbie 300, slednja uporablja motor brez turbopolnilnika. Columbia 300 sama izhaja iz Lancaira ES.
Cessno 400 poganja turbopolnjeni Continental TSIO-550-C s 310 KM pri 2600 obratih. 400 ima stekleni kokpit Garmin G1000, ta sistem so potem uporabili na Columbii 300-ki in tako je nastala Cessna 350.
Cessna 400 doseže na višini 11 000 čevljev (3355 m) hitrost 370 km/h in porabi 93 litrov goriva na uro. Z bolj siromašno mešanico se doseže 350 km/h in porabo 67 litrov na uro.
Cessna 400 ima fiksno pristajalno podvozje tipa tricikel. Je eno izmed najhitrejših športnih letal s fiksnim podvozjem. Ima tudi zračno zavoro na zgornjem delu krila. Nosno kolo ni upravljivo, obračanje med vožnjo na tleh se doseže z diferencialnim zaviranjem glavnih koles.
Sprva se je prodajala kot Cessna 400, potem so ime spremnili v Corvalis TT. Kljub visoki sposobnosti se letalo ni dobro prodajalo, zato je bila proizvodnja s februarjem 2018 končana.

## Tehnične specifikacije (Cessna 400)
Podatki iz Columbia 400 Pilot's Operating Handbook
Splošne karakteristike
- Posadka: 1 pilot
- Število sedežev: 3 potniki
- Dolžina: 25 ft 2 in (7,67 m)
- Razpon kril: 36 ft 1 in (11,0 m)
- Višina: 9 ft 0 in (2,74 m)
- Površina kril: 141 ft² (13,1 m²)
- Teža praznega letala: 2 500 lb (1 134 kg)
- Maks. vzletna teža: 3 600 lb (1 633 kg)
- Pogon letala: 1 ×  Šestvaljni zračnohlajeni protibatni motor Teledyne Continental TSIO-550-C, 310 KM (230 kW)

 Zmogljivost 
- Maks. hitrost: 235 vozlov (270 mph, 435 km/h) kalibrirana zračna hitrost
- Potovalna hitrost: 235 vozlov (270 mph, 435 km/h) Dejanska hitrost na 25 000 ft (7 600 m)
- Doseg: 1 107 nm (1 274 mi, 2 038 km)
- Višina leta: 25 000 ft (7 600 m)
- Hitrost vzpenjanja: 1 500 ft/min (7,6 m/s) ali več, pod 16 000 ft (4 875 m)
- Obremenitev kril: 25,5 lb/ft² (125 kg/m²)
- Razmerje moč/teža: 0,091 KM/lb (150 W/kg)